# Fermín Herrero Bahillo
Fermín Herrero Bahillo (Revenga de Campos, 1871-Castellón de la Plana, 1921) fue un psicólogo español.

## Biografía
Nació en la localidad palentina de Revenga de Campos en 1871. Fue uno de los introductores de la psicología wundtiana en España y pionero de la psicología científica española. Herrero Bahillo, que llegó a ser concejal del Ayuntamiento de Ávila, falleció en 1921 en Castellón de la Plana.

## Obras

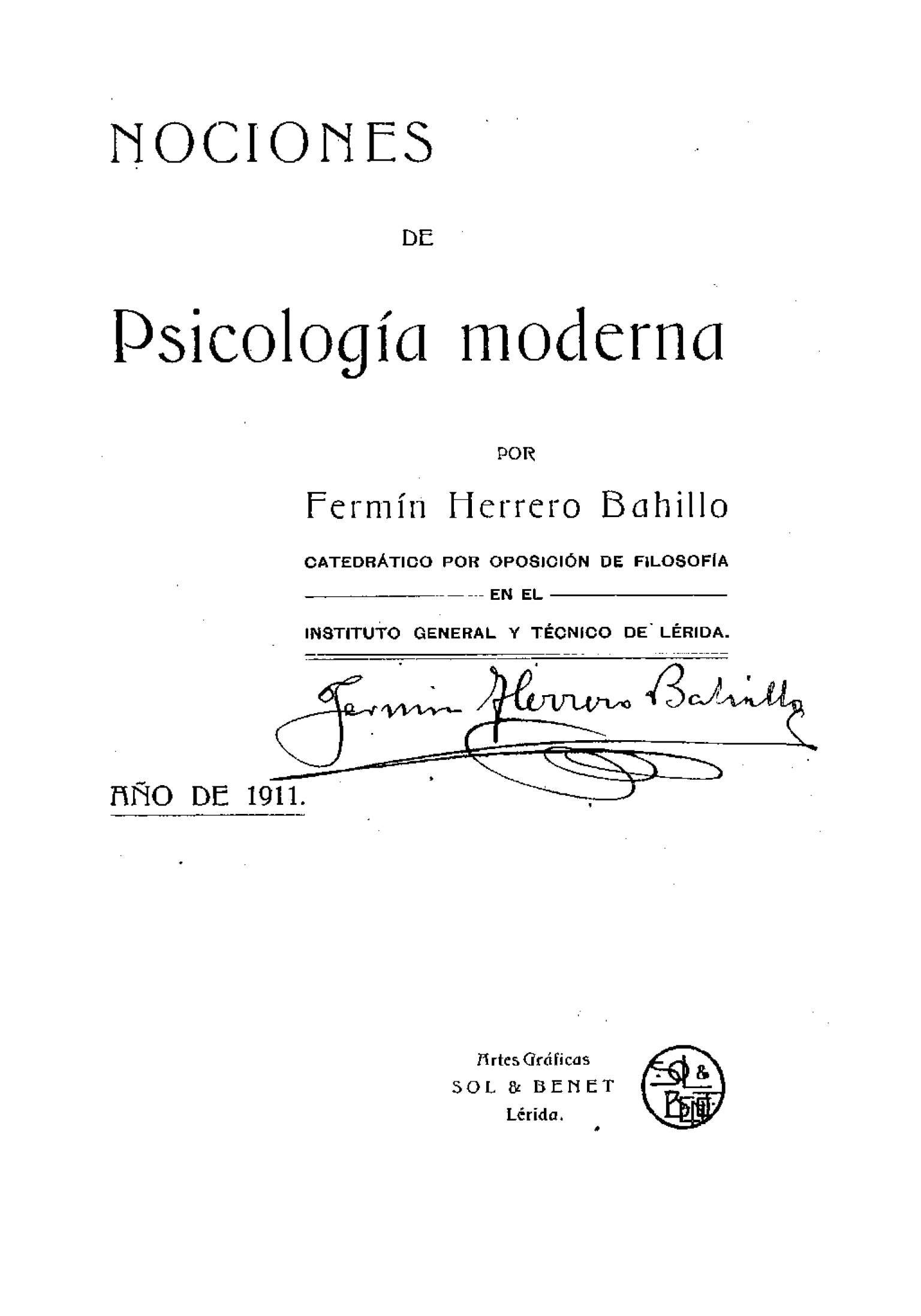
Nociones de psicología moderna (1911)

- Nociones de psicología moderna (1911)Nociones de psicología moderna (1911).[6]
- Psicología genética de la religión: I. Las raíces de la psicología religiosa contemporánea (1917).
- Introducción al estudio de la psicología de la raza latina (póstumo, 1999).